# Esenbeckia abata
Esenbeckia abata är en tvåvingeart som beskrevs av Philip 1954. Esenbeckia abata ingår i släktet Esenbeckia och familjen bromsar. Inga underarter finns listade i Catalogue of Life.